# کارولکو پیکچرز
کارولکو پیکچرز (انگلیسی: Carolco Pictures) یک شرکت فیلم‌سازی در کشور ایالات متحده آمریکا است.
این شرکت که در زمینه ساخت فیلم‌های سینمایی فعالیت میکرده در سال ۱۹۷۶ تأسیس و در سال ۱۹۹۶ منحل شد اما در ژانویه ۲۰۱۵ فعالیت آن از سرگرفته شد.

## فیلم‌های ساخته شده
- گذرگاه کاساندرا (۱۹۷۶)
- باج (۱۹۸۰)
- فرار به سوی پیروزی (۱۹۸۱)
- آماتور (۱۹۸۱)
- اولین خون (۱۹۸۲)
- رمبو: اولین خون قسمت دوم (۱۹۸۵)
- رمبو ۳ (۱۹۸۸)
- داغ سرخ (۱۹۸۸)
- سرزمین رؤیاها (۱۹۸۹)
- زندان (۱۹۸۹)
- جعبه موسیقی (۱۹۸۹)
- یادآوری کامل (۱۹۹۰)
- پادشاه نیویورک (۱۹۹۰)
- نردبان یعقوب (۱۹۹۰)
- هملت (۱۹۹۰)
- درها (۱۹۹۱)
- نابودگر ۲: روز داوری (۱۹۹۱)
- رز پریشان (۱۹۹۱)
- غریزه اصلی (۱۹۹۲)
- سرباز جهانی (۱۹۹۲)
- چاپلین (۱۹۹۲)
- پایان نفس‌گیر (۱۹۹۳)
- استارگیت (۱۹۹۴)
- اجرای دختران (۱۹۹۵)